# Challenger de Rennes 2024
El torneo Open de Rennes 2024 fue un torneo de tenis perteneció al ATP Challenger Tour 2024 en la categoría Challenger 100. Se trató de la 18ª edición; el torneo tuvo lugar en la ciudad de Rennes (Francia), desde el 9 hasta el 15 de septiembre de 2024 sobre pista dura bajo techo.

## Jugadores participantes del cuadro de individuales
| Preclasificado | País                    | Jugador            | Rank1 | Posición en el torneo |
| 1              | Bandera de Francia      | Adrian Mannarino   | 42    | Cuartos de final      |
| 2              | Bandera de Francia      | Constant Lestienne | 111   | Semifinales           |
| 3              | Bandera de Francia      | Harold Mayot       | 113   | Semifinales           |
| 4              | Bandera de Francia      | Quentin Halys      | 119   | FINAL                 |
| 5              | Bandera de Francia      | Benjamin Bonzi     | 129   | Segunda ronda         |
| 6              | Bandera de Francia      | Titouan Droguet    | 146   | Cuartos de final      |
| 7              | Bandera de Francia      | Lucas Pouille      | 147   | Cuartos de final      |
| 8              | Bandera del Reino Unido | Jacob Fearnley     | 152   | CAMPEÓN               |

- 1 Se ha tomado en cuenta el ranking del 26 de agosto de 2024.

### Otros participantes
Los siguientes jugadores recibieron una invitación (wild card), por lo tanto ingresan directamente al cuadro principal (WC):
- Sascha Gueymard Wayenburg
- Laurent Lokoli
- Adrian Mannarino

Los siguientes jugadores ingresan al cuadro principal tras disputar el cuadro clasificatorio (Q):
- Nikoloz Basilashvili
- Arthur Bouquier
- Eliakim Coulibaly
- Kenny de Schepper
- Steven Diez
- Max Wiskandt

## Campeones

### Individual Masculino
- Jacob Fearnley derrotó en la final a  Quentin Halys por 0–6, 7–6(5), 6–3

### Dobles Masculino
- Sander Arends /  Grégoire Jacq derrotaron en la final a  Antoine Escoffier /  Joshua Paris por 6–4, 6–2